# Spinosatibiapalpus bora
Espèce
Spinosatibiapalpus bora est une espèce d'araignées mygalomorphes de la famille des Theraphosidae.

## Distribution
Cette espèce est endémique de région de Loreto au Pérou,. Elle se rencontre vers Pebas.

## Description
Le mâle holotype mesure 27,4 mm.

## Systématique et taxinomie
Cette espèce a été décrite par Sherwood et Gabriel en 2021.

## Étymologie
Cette espèce est nommée en l'honneur des Bora.

## Publication originale
- Sherwood & Gabriel, 2021 : « A new species of Spinosatibiapalpus Gabriel & Sherwood, 2020 from Peru (Araneae: Theraphosidae). » Revista Ibérica de Aracnología, no 38, p. 87-91.